# شربت عشق شیفته
شربت عشق شیفته (به انگلیسی: Mad Potion) نام عطری ساختهٔ خوانندهٔ آمریکایی، کیتی پری است. این عطر در ژوئیه ۲۰۱۵ وارد بازار شد و چهارمین عطر کیتی پری پس از پور، میو! و ملکه قاتل است.